# Edmundoa
Genre
Classification phylogénétique
Edmundoa est un genre de plante de la famille des Bromeliaceae.
Il porte le prénom d'Edmundo Pereira (1914-1986), un botaniste brésilien

## Espèces
- Edmundoa ambigua (Wanderley & Leme) Leme
- Edmundoa lindenii (Regel) Leme
  - Edmundoa lindenii var. lindenii (Regel) Leme
  - Edmundoa lindenii var. rosea (E.Morren) Leme
- Edmundoa perplexa (L.B.Smith) Leme